# Wereldbeker schaatsen 2012/2013 - Wereldbeker 3
De Wereldbeker schaatsen 2012/2013 Wereldbeker 3  was de derde wedstrijd van het Wereldbekerseizoen die 1 en 2 december 2012 plaatsvond in Sportpaleis Alau in Astana, Kazachstan.

## Tijdschema
| Datum               | Tijd  | Onderdeel                                                   |
| ------------------- | ----- | ----------------------------------------------------------- |
| Zaterdag 1 december | 10:00 | 1500 m mannen 5000 m vrouwen ploegenachtervolging mannen    |
| Zondag 2 december   | 10:00 | 1500 m vrouwen 10.000 m mannen ploegenachtervolging vrouwen |

## Belgische deelnemers
| 1500m                | Mannen  | Bart Swings                               | A                                         |                                           |                                           |  |  |  |  |  |  |
| 1500m                | Vrouwen | Jelena Peeters                            | B                                         |                                           |                                           |  |  |  |  |  |  |
|                      |         |                                           |                                           |                                           |                                           |  |  |  |  |  |  |
| 10.000m              | Mannen  | Bart Swings                               | A                                         | Ferre Spruyt                              | B                                         |  |  |  |  |  |  |
| 5000m                | Vrouwen | Jelena Peeters                            | B                                         |                                           |                                           |  |  |  |  |  |  |
|                      |         |                                           |                                           |                                           |                                           |  |  |  |  |  |  |
| Ploegenachtervolging | Mannen  | Ferre Spruyt, Bart Swings, Maarten Swings | Ferre Spruyt, Bart Swings, Maarten Swings | Ferre Spruyt, Bart Swings, Maarten Swings | Ferre Spruyt, Bart Swings, Maarten Swings |  |  |  |  |  |  |

De beste Belg per afstand is vet gezet

## Nederlandse deelnemers
| Afstand              | Geslacht | Deelnemers, A- of B-groep                         | Deelnemers, A- of B-groep                         | Deelnemers, A- of B-groep                         | Deelnemers, A- of B-groep                         | Deelnemers, A- of B-groep                         | Deelnemers, A- of B-groep                         | Deelnemers, A- of B-groep                         | Deelnemers, A- of B-groep                         | Deelnemers, A- of B-groep                         | Deelnemers, A- of B-groep                         |
| -------------------- | -------- | ------------------------------------------------- | ------------------------------------------------- | ------------------------------------------------- | ------------------------------------------------- | ------------------------------------------------- | ------------------------------------------------- | ------------------------------------------------- | ------------------------------------------------- | ------------------------------------------------- | ------------------------------------------------- |
| 1500m                | Mannen   | Renz Rotteveel                                    | A                                                 | Koen Verweij                                      | A                                                 | Maurice Vriend                                    | A                                                 | Rhian Ket                                         | B                                                 | Thomas Krol                                       | B                                                 |
| 1500m                | Vrouwen  | Lotte van Beek                                    | A                                                 | Marije Joling                                     | A                                                 | Marrit Leenstra                                   | A                                                 | Diane Valkenburg                                  | A                                                 | Linda de Vries                                    | A                                                 |
|                      |          |                                                   |                                                   |                                                   |                                                   |                                                   |                                                   |                                                   |                                                   |                                                   |                                                   |
| 10.000m              | Mannen   | Jorrit Bergsma                                    | A                                                 | Ted-Jan Bloemen                                   | A                                                 | Jan Blokhuijsen                                   | A                                                 | Bob de Jong                                       | A                                                 | Rob Hadders                                       | B                                                 |
| 5000m                | Vrouwen  | Marije Joling                                     | A                                                 | Rixt Meijer                                       | B                                                 | Diane Valkenburg                                  | A                                                 | Carlijn Achtereekte                               | B                                                 | Annouk van der Weijden                            | B                                                 |
|                      |          |                                                   |                                                   |                                                   |                                                   |                                                   |                                                   |                                                   |                                                   |                                                   |                                                   |
| Ploegenachtervolging | Mannen   | Jorrit Bergsma, Jan Blokhuijsen, Koen Verweij     | Jorrit Bergsma, Jan Blokhuijsen, Koen Verweij     | Jorrit Bergsma, Jan Blokhuijsen, Koen Verweij     | Jorrit Bergsma, Jan Blokhuijsen, Koen Verweij     | Jorrit Bergsma, Jan Blokhuijsen, Koen Verweij     | Jorrit Bergsma, Jan Blokhuijsen, Koen Verweij     | Jorrit Bergsma, Jan Blokhuijsen, Koen Verweij     | Jorrit Bergsma, Jan Blokhuijsen, Koen Verweij     | Jorrit Bergsma, Jan Blokhuijsen, Koen Verweij     | Jorrit Bergsma, Jan Blokhuijsen, Koen Verweij     |
| Ploegenachtervolging | Vrouwen  | Marrit Leenstra, Diane Valkenburg, Linda de Vries | Marrit Leenstra, Diane Valkenburg, Linda de Vries | Marrit Leenstra, Diane Valkenburg, Linda de Vries | Marrit Leenstra, Diane Valkenburg, Linda de Vries | Marrit Leenstra, Diane Valkenburg, Linda de Vries | Marrit Leenstra, Diane Valkenburg, Linda de Vries | Marrit Leenstra, Diane Valkenburg, Linda de Vries | Marrit Leenstra, Diane Valkenburg, Linda de Vries | Marrit Leenstra, Diane Valkenburg, Linda de Vries | Marrit Leenstra, Diane Valkenburg, Linda de Vries |

De beste Nederlander per afstand is vet gezet

## Podia

### Mannen
| Wedstrijd            | Goud                                                  | Tijd     | Zilver                                                 | Tijd     | Brons                                                             | Tijd     |
| 1500 m               | Shani Davis Verenigde Staten                          | 1.46,01  | Håvard Bøkko Noorwegen                                 | 1.46,34  | Zbigniew Bródka Polen                                             | 1.46,42  |
| 10.000 m             | Jorrit Bergsma Nederland                              | 12.50,40 | Bob de Jong Nederland                                  | 12.51,22 | Lee Seung-hoon Zuid-Korea                                         | 13.07,06 |
| Ploegenachtervolging | Nederland Jorrit Bergsma Jan Blokhuijsen Koen Verweij | 3:41.27  | Zuid-Korea Joo Hyung-joon Kim Cheol-min Lee Seung-hoon | 3:41.49  | Noorwegen Håvard Bøkko Simen Spieler Nilsen Sverre Lunde Pedersen | 3.43,43  |

### Vrouwen
| Wedstrijd            | Goud                                                       | Tijd    | Zilver                                              | Tijd    | Brons                                                     | Tijd    |
| 1500 m               | Christine Nesbitt Canada                                   | 1.57,18 | Marrit Leenstra Nederland                           | 1.57,29 | Linda de Vries Nederland                                  | 1.57,30 |
| 5000 m               | Martina Sáblíková Tsjechië                                 | 7.00,75 | Claudia Pechstein Duitsland                         | 7.01,05 | Olga Graf Rusland                                         | 7.01,38 |
| Ploegenachtervolging | Canada Ivanie Blondin Christine Nesbitt Brittany Schussler | 2.58,40 | Zuid-Korea Kim Bo-reum Noh Seon-yeong Park Do-yeong | 3.00,55 | Nederland Marrit Leenstra Diane Valkenburg Linda de Vries | 3.00,71 |